# Parque nacional de la Majella
El Parque Nacional de la Majella (en italiano, Parco Nazionale della Majella) es un espacio protegido de 740,95 km² ubicado en las provincias italianas de Chieti, Pescara y L'Aquila, todas ellas en la región de los Abruzos.
Se centra en el macizo de la Majella, cuyo pico más alto es el monte Amaro (2793 m s. n. m.).

## Lugares turísticos
El parque contiene alrededor de 500 kilómetros de sendero a través de las montañas, pinturas rupestres en Grotta S. Angelo y Grotta del Cavallone (esta última es una de las cavernas más profundas de Europa abiertas al público). Muchos centros turísticos se encuentran en el parque:
- Centro de visitantes "Maurizio Locati", Colle Madonna, Lama dei Peligni - secciones dedicadas al rebeco de los Apeninos, arqueología, una reconstrucción de un pueblo neolítico y el Jardín botánico Michele Tenore.

- Museo Naturalístico, Piazza Municipio, Fara San Martino.

- Centro de visitantes "Paolo Barrasso", Via del Vivaio, Caramanico Terme - geología incluyendo fósiles descubiertos en la montaña de la Majella y arqueología procedente desde el Paleolítico Superior hasta los romanos.

- Sant'Eufemia a Maiella, S.S. 487, Sant'Eufemia a Maiella - Jardín botánico Daniela Brescia.

## Fauna
Entre la fauna destacan el oso pardo de los Apeninos (que se reproduce desde el 2014), el lobo itálico y el rebeco de los Apeninos (reintroducido en 1991).
En el parque viven también el ciervo, el corzo, el jabalí, el zorro, el tejón, la nutria europea, la marta, la garduña, la comadreja común. Entre las aves podemos ver  el águila real, la chova piquigualda (Pyrrhocorax graculus), la chova piquirroja (Pyrrhocorax pyrrhocorax) y el chorlito carambolo (Charadrius morinellus). Entre los reptiles,  puede mencionarse la víbora de Orsini.